# Supergrass
Supergrass é uma banda britânica de rock, formada na cidade de Oxford, Inglaterra, em 1993. É formada pelo vocalista e guitarrista Gaz Coombes, o baterista Danny Goffey, o baixista Mick Quinn e o tecladista Rob Coombes.
Originalmente formada como um trio, se tornou um quarteto em 2002 com a adesão oficial do tecladista Rob Coombes. Apesar disso, os quatro músicos participaram de todos os álbuns da banda, incluindo o projeto de estreia I Should Coco, de 1995. Lançado pela Parlophone Records, o álbum foi o mais vendido da gravadora desde Please Please Me, e tornou o Supergrass um dos nomes mais importantes do britpop. Ao longo da carreira, os integrantes lançaram vários álbuns e flertaram com vários gêneros do rock, como a psicodelia, o rock alternativo e o punk rock.
Em 2010, os músicos anunciaram o fim da banda, alegando diferenças musicais. Apesar disso, o Supergrass anunciou retorno em 2019 para fazer shows a partir de 2020.

## Biografia

### Primeiros anos (1991-93)
A origem do Supergrass é a banda The Jennifers, que tinha Gaz Coombes - então com 16 anos - como vocalista e Danny Goffey, aos 18 anos, na bateria. Eles desenvolveram uma reputação na cena indie de Oxford influenciados por bandas como Buzzcocks, The Jam, The Kinks e The Who, e conseguiram lançar um single em 1992 antes de o grupo terminar. Antes do fim, Goffey e Coombes supostamente concordaram em continuar a trabalhar juntos no futuro.
Quando Coombes começou a trabalhar em um restaurante local, desenvolveu uma amizade com Mick Quinn, um colega de trabalho que estudou na mesma escola e tocava em pequenas bandas locais, sem muito sucesso. Os dois notaram interesses musicais comuns e Coombes convidou Quinn para tocar com ele e Goffey. Em fevereiro de 1993, Quinn (baixo), Coombes (voz, guitarra) e Goffey (bateria) formaram o grupo Theodore Supergrass, abandonando a primeira metade do nome pouco tempo depois.

### Britpop e o ápice da fama (1994-2000)
O primeiro show da banda foi em um bar chamado Jericho Tavern, em Oxford, para uma plateia de representantes de gravadoras que compareceram devido à publicidade gerada por uma elogiada demo. No verão de 1994, o Supergrass lançou seu primeiro single ("Caught by the Fuzz") por uma pequena gravadora independente chamada Backbeat Records. A edição limitada a 250 cópias foi vendida rapidamente, graças ao apoio do famoso radialista John Peel em seu programa. Depois disso, a Parlophone assinou com a banda e relançou o single no outono do mesmo ano, e ele foi o single da semana nas famosas revistas Melody Maker e NME, o que não era comum.
O nome do Supergrass foi crescendo rapidamente, ajudado pelos elogios de outras bandas de britpop mais experientes, como o Blur e o Elastica. Seus singles ("Mansize Rooster" e "Lenny") rapidamente começaram a alcançar posições altas nas paradas. Em maio de 1995, logo depois do lançamento de "Lenny", saiu o álbum de estréia do grupo, "I Should Coco", que entrou na parada inglesa de discos na primeira posição. O nome do álbum faz referência ao Cafe Coco, bar de Oxford onde os integrantes costumavam se encontrar.
Esse disco foi elogiado pelo seu estilo alegre e divertido, que parecia resumir o atual humor da Inglaterra naquele momento e contrastava com as bandas de britpop mais cínicas e sérias, como o Blur e o Suede. O ápice desse sucesso foi o quarto single do disco, "Alright", que celebrava a juventude e a apreciação por maconha dos integrantes do grupo. Depois de três meses no topo das paradas inglesas, "I Should Coco" foi lançado nos Estados Unidos, onde "Caught by the Fuzz" tocou bastante nas rádios e na MTV.
Nesse momento, o Supergrass era uma das principais bandas de britpop. Depois do lançamento de seu primeiro disco, eles saíram em turnê por 18 meses, com apresentações em alguns dos maiores festivais britânicos. Em 1996, foi lançado o single "Going Out", outro sucesso nas paradas inglesas.
Depois de um curto descanso em 1996, o Supergrass retornou ao estúdio para gravar "In It for the Money" (1997). Esse disco foi um sucesso de público e crítica, embora alguns fãs estranharam a sonoridade mais séria. Os três singles subsequentes ("Richard III", "Sun Hits the Sky" e "Late in the Day") tiveram bastante sucesso e o grupo continuou muito popular. Algumas pessoas acreditam que esse álbum não recebeu a devida atenção, já que a cena britpop estava cambaleante e as paradas estavam sendo dominadas por Oasis, Radiohead - que havia lançado o inovador "Ok Computer" - e The Verve.
Mais uma vez, a banda descansou rapidamente até retornar em 1999 com o single "Pumping in Your Stereo", que gerou publicidade bastante útil para um conjunto que estava ausente do cenário musical havia algum tempo. Depois, foi lançado o terceiro álbum, "Supergrass" (1999), que foi lançado na primavera seguinte nos Estados Unidos. Embora o disco tenha sido mais uma vez bem sucedido critica e comercialmente, ele não repetiu o sucesso de seus predecessores. Segundo os críticos, era um trabalho inconsistente.

### Hiatos e três álbuns (2001-2010)
Depois de três anos de afastamento, o Supergrass voltou com o disco "Life on Other Planets" (2002). Embora não tenha sido um sucesso de vendas como os primeiros três trabalhos, pode-se considerar seu desempenho comercial aceitável, devido ao longo sumiço da banda. Esse foi o primeiro disco em que Rob Coombes foi reconhecido como um membro oficial, embora ele tenha contribuído em várias músicas e turnês. Depois de "Life on Other Planets", a banda entrou em um hiato de três anos, dedicado a turnês e projetos pessoais.
Em 2004 eles lançaram uma compilação de grandes sucessos ("Supergrass is 10") para celebrar o décimo aniversário da formação da banda. Entretanto, eles não puderam comemorar a década com um novo álbum devido a turbulências na gravação, como a necessidade de se construir um novo estúdio (eles decidiram abandonar o Sawmill, aonde todos os registros anteriores foram gravados), a morte da mãe dos irmãos Coombes e o suposto envolvimento de Danny Goffey em um escândalo sexual.
Por conta disso, o quinto trabalho do Supergrass, "Road to Rouen", só foi lançado na Europa em agosto de 2005, e no mês seguinte na América do Norte. O disco foi bem recebido pela crítica e pelos fãs do grupo, embora seus singles ("St. Petesburg", "Low C" e "Fin") não tenham ido tão bem como os anteriores. De agosto de 2005 até setembro de 2006, a banda embarcou em uma exitosa turnê mundial que provou que eles ainda tinham uma base de fãs sólida, sendo uma das poucas bandas da era Britpop que continuaram a fazer sucesso no novo milênio.
Em 2008 a banda lançou o sexto álbum Diamond Hoo Ha.
Em 2009 a banda se torna independente largando a EMI. E enquanto Mick Quinn se recupera de uma operação na coluna Gaz e Danny tocam juntos no The Hot Rats com músicas covers.

### Separação (2010) e volta (2019)
Em 12 de abril de 2010, a banda anunciou que se separaria. Uma série com quatro shows ainda aconteceu de 8 a 11 de junho de 2010. A razão alegada para a separação foi de "divergências musicais". O álbum previsto para ser lançado naquele ano não se confirmou.
Em julho de 2019, foi noticiado na imprensa que a banda voltaria para tocar no Pilton Party em 6 de setembro de 2019. Em uma entrevista ao The Times, a banda confirmou que não vai trabalhar em material novo, com Goffey afirmando que "a vibe positiva de tocar juntos seria comprometida entrando em estúdio novamente" e que "a ideia é fazer shows, não criar mais música". Novas apresentações começaram em 2020.

## Integrantes
- Gaz Coombes (voz, guitarra)
- Mick Quinn (voz, baixo)
- Danny Goffey (voz, bateria)
- Rob Coombes (teclados)

## Discografia
- I Should Coco (1995)
- In It for the Money (1997)
- Supergrass (1999)
- Life on Other Planets (2002)
- Road to Rouen (2005)
- Diamond Hoo Ha (2008)

## Prêmios e indicações
| Ano  | Cerimônia             | Prêmio                                                 | Resultado |
| ---- | --------------------- | ------------------------------------------------------ | --------- |
| 1995 | Ivor Novello Awards   | Melhor Canção Contemporânea ("Alright")                | Venceu    |
| 1995 | Mercury Prize         | Melhor Álbum (I Should Coco)                           | Indicado  |
| 1995 | NME Awards            | Melhor Banda Estreante                                 | Venceu    |
| 1995 | Q Awards              | Melhor Estreia                                         | Venceu    |
| 1996 | BRIT Awards           | Artista Revelação                                      | Venceu    |
| 1996 | Silver Clef Awards    | Nova Música                                            | Venceu    |
| 1998 | BRIT Awards           | Melhor Videoclipe Britânico ("Late In The Day")        | Indicado  |
| 2000 | BRIT Awards           | Melhor Videoclipe Britânico ("Pumping on Your Stereo") | Indicado  |
| 2005 | Muso Awards           | Melhor Vocalista (Gaz Coombes)                         | Venceu    |
| 2008 | UK Music Video Awards | Melhor Videoclipe de Rock ("Bad Blood")                | Venceu    |